# 馬爾塔 (帕拉伊巴州)

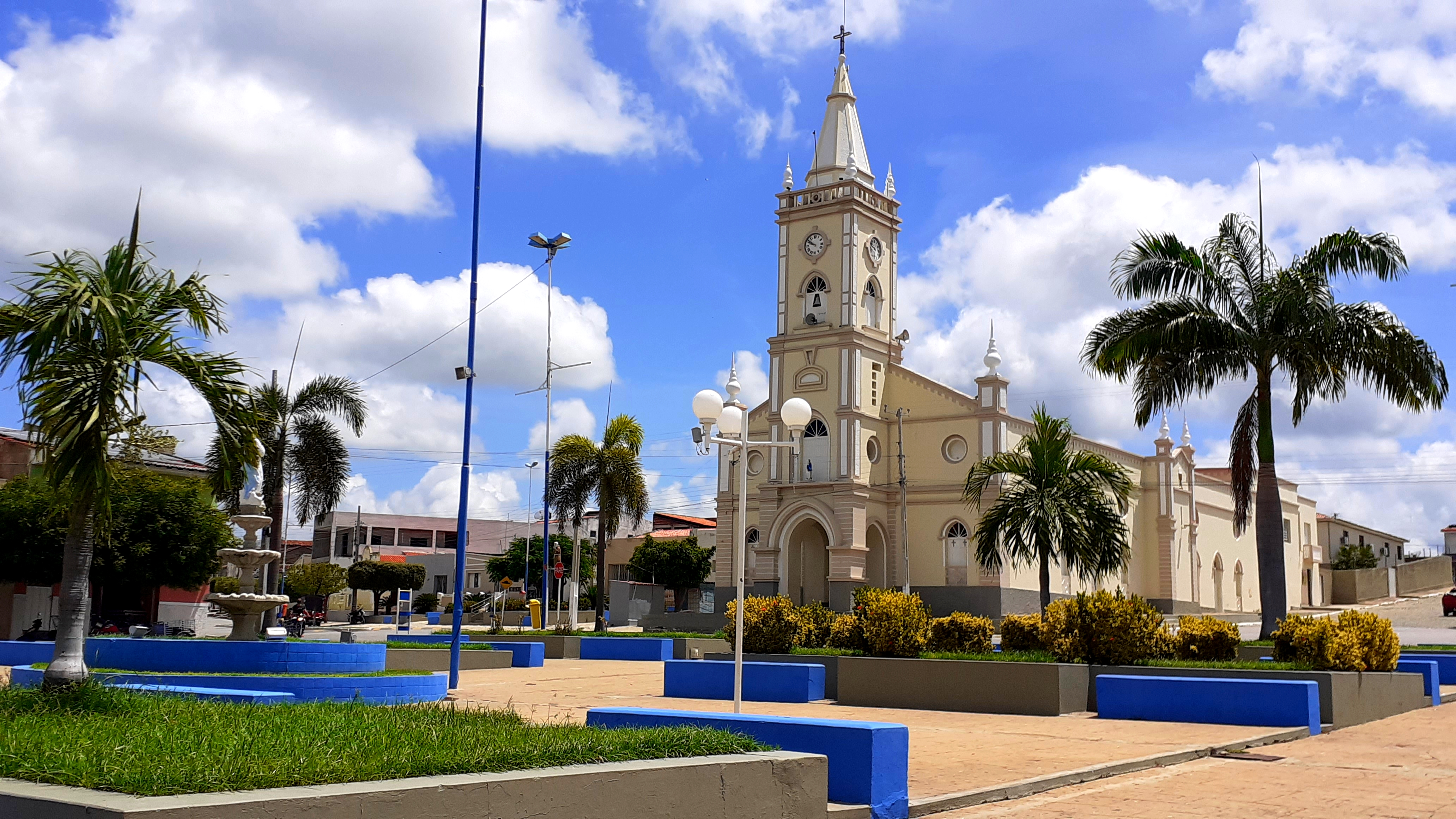
馬爾塔

馬爾塔（葡萄牙語：Malta），是巴西的城鎮，位於該國東北部，由帕拉伊巴州負責管轄，始建於1953年12月26日，面積156平方公里，2010年人口5,613，人口密度每平方公里35.93人。